# Wucan

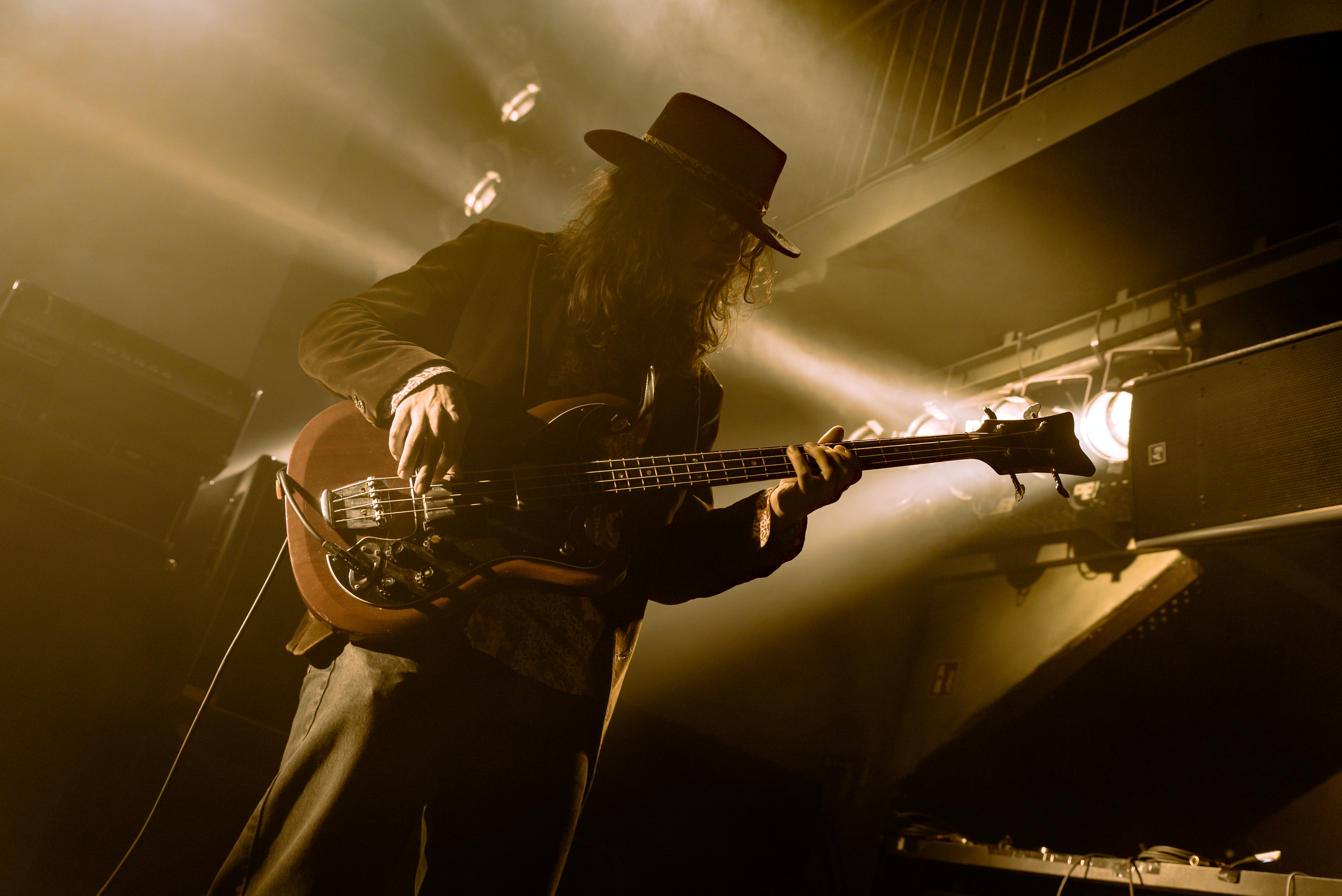
Bassist Alex, 2018

Wucan ist eine deutsche Rockband aus Dresden, die 2011 gegründet wurde.

## Geschichte
Im Dezember 2011 schaltete die Sängerin Francis Tobolsky (* 1992) eine Anzeige in einem Studentenmagazin mit der Absicht, eine Band zu gründen. Innerhalb der nächsten vier Wochen stießen der Gitarrist Tim und der Schlagzeuger Pätz zu ihr, woraufhin die ersten Proben folgten. Im November 2012 vervollständigte der Bassist Patrik die Band. Im April des Folgejahres wurden über YouTube die ersten beiden Demos Frank und Dopetrotter veröffentlicht. Im Oktober 2013 folgte der erste Auftritt im Heavy Duty Club in Dresden. Daraufhin schlossen sich weitere Auftritte an, zudem wurde die Gruppe von nun an vom einstigen Noise-Records-Gründer Karl-Ulrich Walterbach unterstützt. Im Januar 2014 folgten weitere Demoaufnahmen in Berlin, ehe im März die EP Vikarma mit dem Produzenten Michael Gerlach aufgenommen wurde. Zudem verließ Pätz die Besetzung als Liveschlagzeuger, blieb jedoch weiterhin Bestandteil der Band. Im Sommer kam Ollie als neuer Schlagzeuger hinzu, woraufhin im November die EP bei Metalizer Records erschien. Nach nur insgesamt acht Auftritten war die Band bereits auf dem Hammer of Doom Festival vertreten. Im Januar 2015 wurde Ollie durch Marc ersetzt. Daraufhin begannen im Februar die Arbeiten zum Debütalbum. Im März ging es zusammen mit Siena Root auf Tour. Zudem verließ Marc die Band. Mit Leo Vaessen als Schlagzeuger wurde das Album im Mai und Juni aufgenommen. Die Aufnahmen hierfür fanden mit dem Produzenten Richard Behrens im Big Snuff Studio in Berlin statt. Das Album erschien im September desselben Jahres unter dem Namen Sow the Wind.

## Stil
Laut laut.de kann man in den Liedern „hippieske Retro-Rock-Klänge“ hören. Auf der EP Vikarma sei Retrorock im Stil der späten 1960er und frühen 1970er Jahre zu hören. Die Gruppe sei durch Bands wie Kansas und Boston beeinflusst worden. Boris Kaiser vom Rock Hard stellte in seiner Rezension zu Sow the Wind fest, dass Wucan sich noch stärker als die Genrekollegen Kadavar, Zodiac, Samsara Blues Experiment und H.E.A.T am Krautrock bedient. Die harte Herangehensweise in den Liedern erinnere an Lucifer’s Friend, Eiliff, Night Sun, Weed und Kin Ping Meh. In ruhigeren Passagen klinge der weibliche Gesang etwas wie Melissa Etheridge, ansonsten würden sich wegen des Gesangs Parallelen zu Frumpy aufdrängen. Gelegentlich würden Einflüsse aus dem Funk und flötenbasierten Folk-Rock eingearbeitet werden. Im 16-minütigen Lied Wandersmann arbeite man Einflüsse aus dem Psychedelic Rock ein und Father Storm klinge etwas nach Jethro Tull. In derselben Ausgabe rezensierte Michael Rensen das Album ebenfalls. Der Gesang sei „krautrockig-bieder“ und die E-Gitarren würden Einflüsse aus dem Classic Rock verarbeiten. Auch er hörte Gemeinsamkeiten zu Jethro Tull heraus, ein in medialen Besprechungen regelmäßig gezogener Vergleich.

## Diskografie
Alben
- 2015: Sow the Wind (MIG)
- 2017: Reap the Storm (MIG)
- 2022: Heretic Tongues
- 2023: Live at Deutschlandfunk (Livealbum)

Sonstige
- 2013: Frank (Demo, Eigenveröffentlichung)
- 2013: Dopetrotter (Demo, Eigenveröffentlichung)
- 2014: Vikarma (EP, Metalizer Records)
- 2018: Night to Fall (Single, MIG)
- 2019: Am I Evil (Single)
- 2021: Far & Beyond (Single)